# Carbonero el Mayor
Carbonero el Mayor es un municipio y localidad española de la provincia de Segovia, en la parte meridional de la comunidad autónoma de Castilla y León.

## Toponimia
Aparece citado en 1247 bajo el nombre de Carbonero de Liedos; en 1587 es mencionado como Carbonero la Mayor y en el siglo XIX aparece ya con su nombre definitivo. Carbonero —derivado del latín carbonem más el sufijo -arium— hace referencia al lugar donde se fabricaba carbón vegetal o a la profesión de aquella persona que se dedicaba a su fabricación.
El término Liedos puede derivar de lleco o leco ‘lugar sin cultivar’, o bien del latín laetus ‘abundante, fértil’. Posteriormente se le llamó «el Mayor» en comparación con Carbonero de Ahusín, que era una aldea más pequeña. Pudo haberlo fundado una persona dedicada al carboneo en un lugar llamado anteriormente Liedos, siendo un topónimo asignado por los lugareños de otras localidades.

## Geografía
| Noroeste: Navas de Oro | Norte: enclave de Temeroso (Pinarnegrillo), Navalmanzano | Noreste: Pinarnegrillo, Aldea Real |
| Oeste: Bernardos       |                                                          | Este: Mozoncillo                   |
| Suroeste: Armuña       | Sur: Tabanera la Luenga                                  | Sureste: Tabanera la Luenga        |

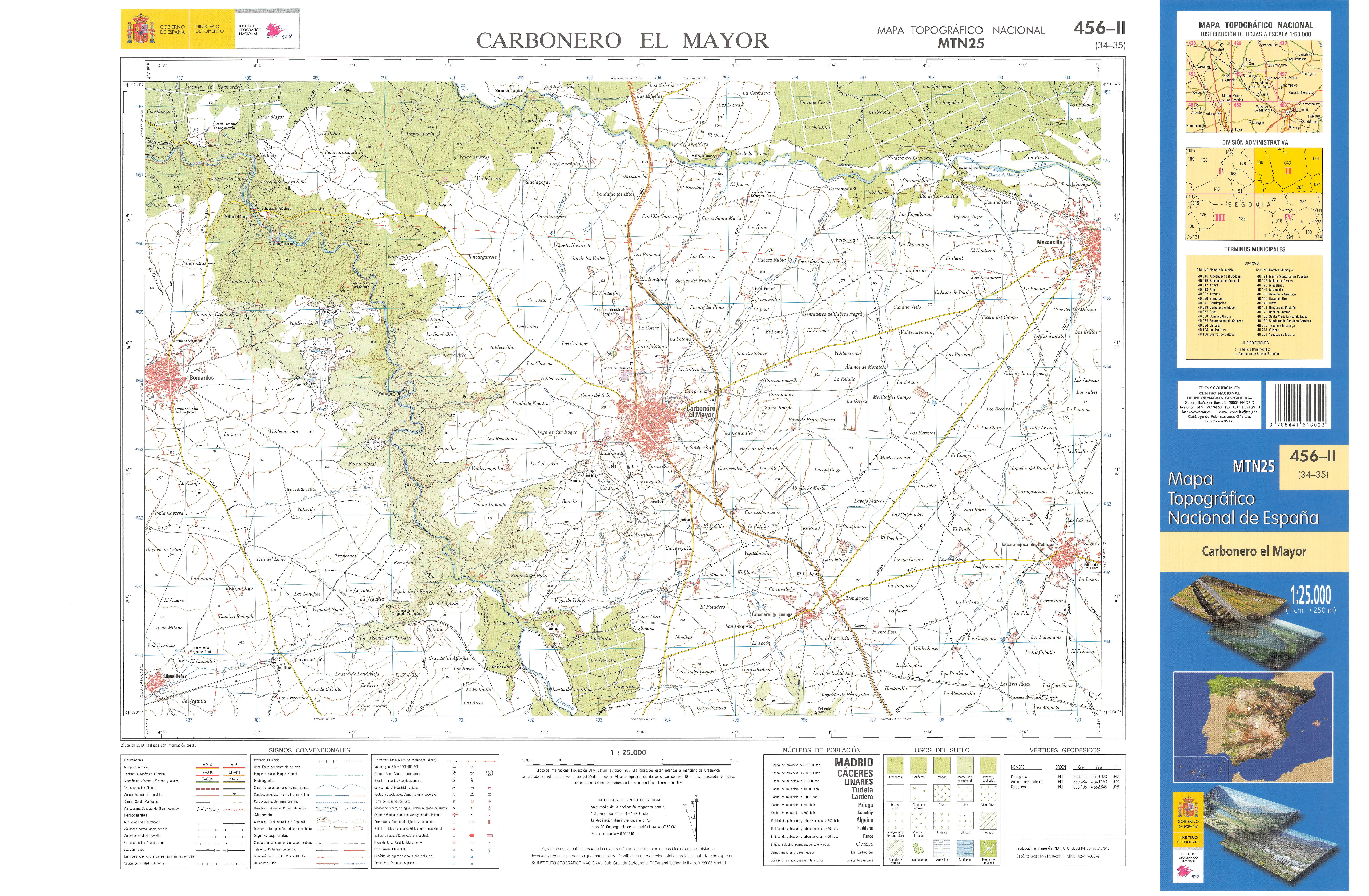
Fragmento de la hoja 456 del Mapa Topográfico Nacional de España de 2010 en el que se representa parte de Carbonero el Mayor

En el municipio están los despoblados de:
- Fuentes, en 1950 todavía tenía 118 habitantes, ahora está deshabitado;
- Quintanas, en 1587 todavía conservaba población, hoy quedan las ruinas de la ermita de San Miguel ;
- Santo Domingo, fue una aldea muy pequeña mencionada únicamente en 1247 y 1290.

## Historia
Dentro de la Edad de Hierro no se conocen restos en Carbonero, si bien su término municipal está dentro del área de influencia del yacimiento celtibérico del cerro del Tormejón en Armuña. También han aparecido en el pueblo de Carbonero diversas monedas romanas y vestigios de una posible calzada que uniría Segovia con Coca a través del valle del río Eresma.
A partir de la llegada de los árabes, se aprecia en estas tierras del Duero un vacío poblacional solamente paliado siglos después por las repoblaciones de finales del siglo XI.
El origen de Carbonero el Mayor parece ser medieval. Aunque los primeros documentos que lo citan son del siglo XIII, es razonable pensar que sus orígenes están en la conquista de Toledo por Alfonso VI en 1085.
Integrado en el Sexmo de Cabezas de la Comunidad de ciudad y tierra de Segovia.
Según el marqués de la Ensenada, en 1751 la economía sigue siendo agro-ganadera y la población asciende ya a 1182 habitantes.
Entre 1800 y 1805 una peste de alcance desconocido hace mella en la población. Entonces llegan los ejércitos franceses, surgiendo partidas rebeldes como las del guerrillero del Bustar, Esteban Pastor López, en un principio combatiente del ejército nacional en distintos grados, y que acaba pasándose a la guerra de guerrillas. Concluida la guerra, Esteban Pastor ascenderá hasta llegar a representar a Segovia como diputado en distintas legislaturas. 
Más tarde, entre los años 1854 y 1856 el cólera afecta al pueblo, que por aquellas fechas y según Pascual Madoz alberga a 2092 habitantes.

## Geografía humana

### Demografía
Cuenta con una población de 2502 habitantes (INE 2024).
| Gráfica de evolución demográfica de Carbonero el Mayor entre 1751 y 2021 |
| |
| Población según el Catastro de Ensenada. Población según el Diccionario geográfico-estadístico de España y Portugal de Sebastián Miñano. Población de derecho según los censos de población del INE. Población de hecho según los censos de población del INE. |

### Economía
Las industrias que componen la economía de Carbonero el Mayor son principalmente la transformación de productos agroalimentarios (industrias cárnicas), la cerámica, y la agricultura y ganadería tradicionales.
Destaca entre ellas el grupo cárnico Monte Nevado, que salvó de la extinción la raza de cerdo húngara mangalica, pariente lejana de la ibérica, y de la cual se han empezado a comercializar productos con una calidad muy elevada.

### Comunicaciones
La autovía A601 (Autovía de Pinares) es la mejor vía de comunicación del municipio de Carbonero el Mayor. Esta carretera, une Segovia y Valladolid. A Segovia son 27 kilómetros. Desde Madrid, que son 123 kilómetros, se va por la A6 hasta El Espinar donde se coge la autopista AP61, después la SG20 y posteriormente por la A601.
A Valladolid son 89 kilómetros.
En ferrocarril, desde la estación de Chamartín de Madrid se llega a la estación de Segovia. Después, en la estación de autobuses de Segovia se puede coger un autobús (empresa LINECAR) o bien ir en coche privado hasta el municipio. En ferrocarril de alta velocidad (AVE) desde Charmartín se coge un tren hasta la estación de Segovia-Guiomar, luego un autobús urbano de Segovia (línea 12) y el autobús de LINECAR o bien se puede ir en coche privado hasta el municipio. En autobús, desde la estación de autobuses de Madrid Intercambiador de Moncloa, se puede coger un autobús hasta Segovia (empresa Avanza) y luego coger el autobús de LINECAR o bien el coche privado hasta el municipio.
Los aeropuertos más cercanos son el de Villanubla de Valladolid y el de Madrid-Barajas.

## Símbolos
El escudo heráldico que representa al municipio se blasona de la siguiente manera: 

«Escudo partido. Primero de oro con un pino de sus colores, con sus ramas ardiendo, y puesto sobre ondas de azur y plata. Segundo, de gules con un acueducto de planta de dos órdenes, puesto sobre peñas de lo mismo. Timbrado de la Corona Real Española.»
Boletín Oficial de Castilla y León nº 96/1993 de 24 de mayo de 1993

La descripción textual de la bandera es la siguiente:

«Bandera cuadra gironada de amarillo y negro, con el escudo municipal al centro, en sus colores.»
Boletín Oficial de Castilla y León nº 96/1993 de 24 de mayo de 1993

## Administración y política

Distribución del Ayuntamiento tras las elecciones municipales de 2023

### Lista de alcaldes
| Periodo   | Nombre                       | Partido |
| --------- | ---------------------------- | ------- |
| 1979-1983 | Segundo López Llorente       | UCD     |
| 1983-1987 | Fernando Gimeno Arévalo      | PSOE    |
| 1987-1991 | Santos Migueláñez Muñoz      | PDP     |
| 1991-1995 | Santos Migueláñez Muñoz      | PP      |
| 1995-1999 | José Damián Gómez Sanz       | PSOE    |
| 1999-2003 | José Damián Gómez Sanz       | PSOE    |
| 2003-2007 | José Damián Gómez Sanz       | PSOE    |
| 2007-2011 | Tomás Galán Pascual          | PP      |
| 2011-2015 | María Ángeles García Herrero | PP      |
| 2015-2019 | María Ángeles García Herrero | PP      |
| 2019-2023 | María Ángeles García Herrero | PP      |
| 2023-act. | María Ángeles García Herrero | PP      |

## Cultura

### Patrimonio
Iglesia de San Juan Bautista
Este edificio emblemático, situado en el centro de la localidad, ha sufrido varias transformaciones, adecuándose su configuración a las diferentes épocas y gustos de sus parroquianos. Los restos más antiguos de esta construcción se fechan en torno al siglo XIII, dentro del estilo dominante en la comarca, el románico de ladrillo. Edificio de planta basilical, posiblemente de tres naves y de tipología sahagunina, como la cercana Iglesia de Nieva, es decir, con la torre situada sobre la bóveda del presbiterio.

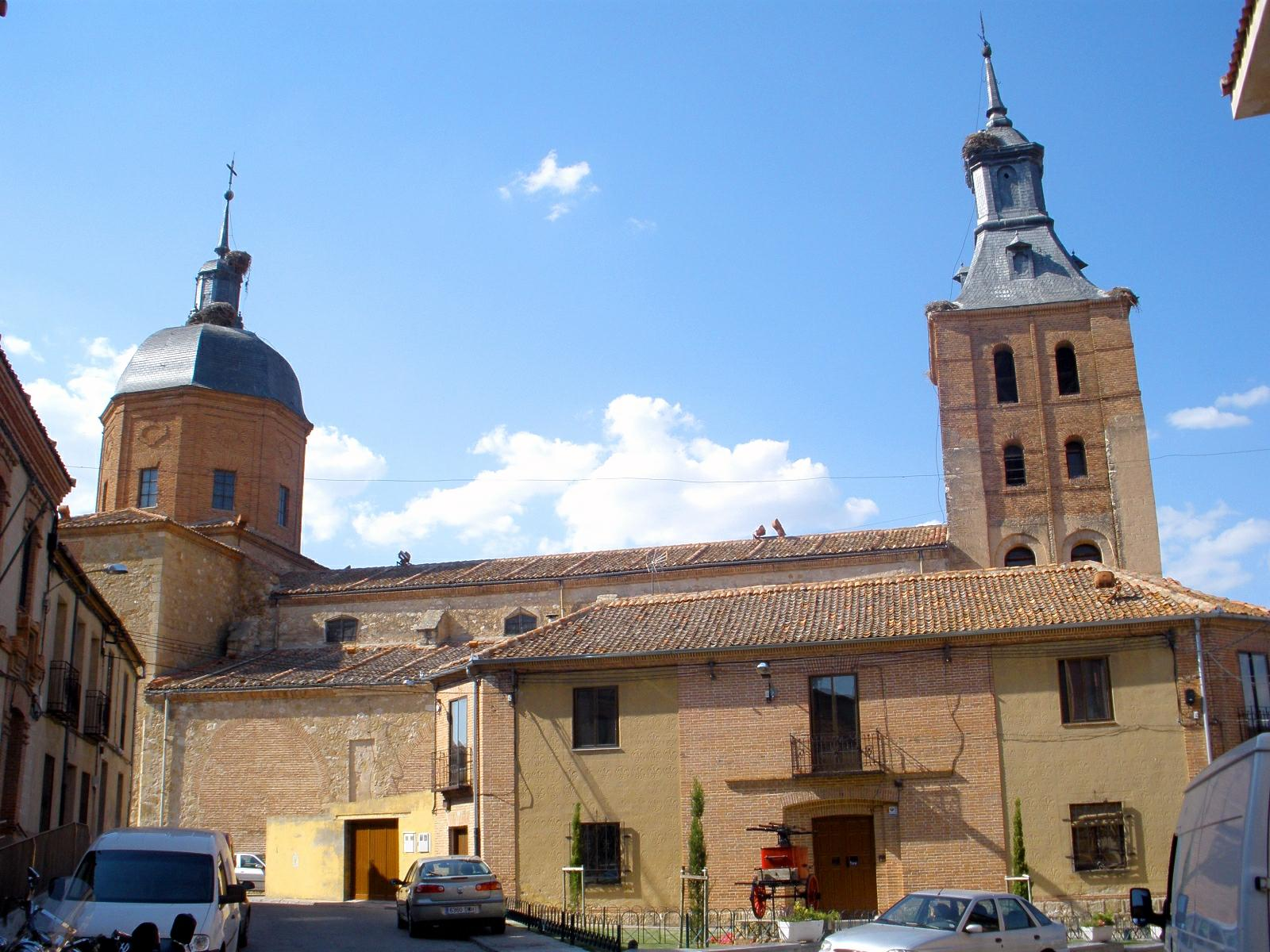
Iglesia parroquial de San Juan Bautista

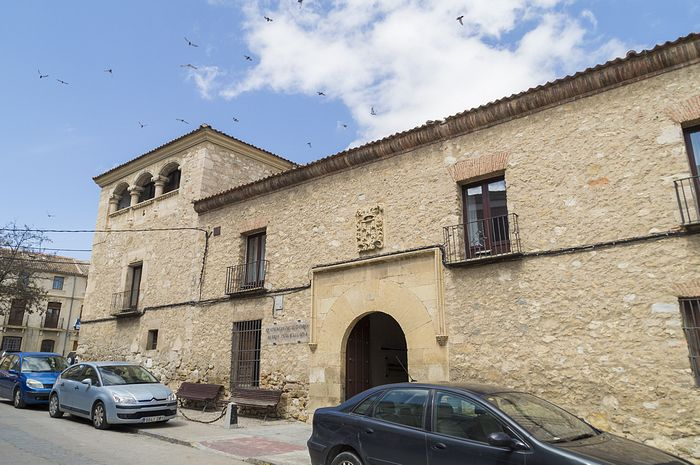
Palacio del Sello

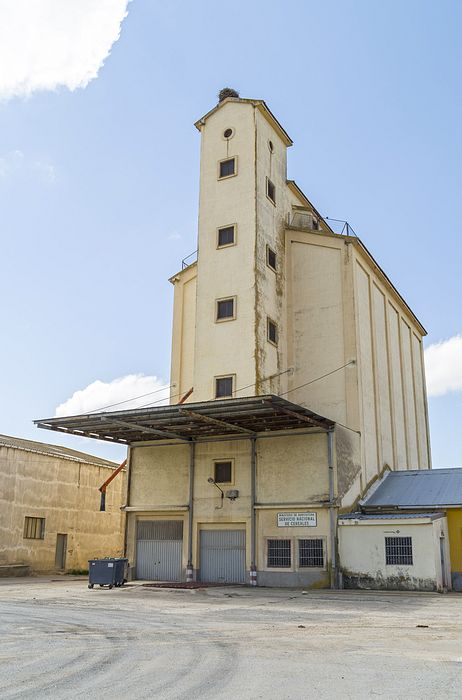
Silo de cereales

Del primitivo templo sólo se conserva en la actualidad la base de la torre hasta el tercer cuerpo, realizada en mampostería e hiladas de doble ladrillo. A finales del siglo XV, coincidiendo con el esplendor económico segoviano, se produce la transformación del edificio al gusto gótico, respetándose del templo anterior solamente la cabecera y la torre. La nueva construcción, modelo precursor de la arquitectura del gótico tardío, se realizó en cantería de caliza, de las cercanas canteras de la Muela. El interior se estructura en tres naves de diferente altura y anchura divididas en cuatro tramos de dimensiones diferentes.
En el retablo mayor de la iglesia de San Juan Bautista se reúnen sabiamente las influencias flamencas e italianas, siendo uno de los retablos más sobresalientes del Renacimiento en Castilla. Se sabe que en 1547 comenzaron a trabajar en él dos pintores, Baltasar Grande y Diego de Rosales, continuándose los pagos a este último hasta 1560. El marqués de Lozoya destacó la estrecha vinculación con el arte del pintor flamenco lombardo Ambrosius Benson, hasta el punto de llegar a considerar a Grande y Rosales como posibles discípulos. La influencia flamenca de este autor es clara en las veintiuna tablas de que consta el retablo, en las que no es fácil distinguir dos manos, lo que plantea algunos problemas no resueltos sobre la participación que tomase en él cada pintor, dado además que el estilo de Rosales, según se advierte en las pinturas del retablo de Flores de Ávila, es muy diverso y de clara raigambre berruguetesca. Las tablas fueron restauradas ya en 1603 por Cristóbal Pedrill y al trasladarse el retablo a su nuevo emplazamiento, tras la ampliación de 1731, el orden originario fue posiblemente trastocado.
Ermita de Santa Águeda
Ubicada en el despoblado del Temeroso de Santa Águeda y cercana al río Pirón, esta ermita en estado ruinoso pertenece igualmente al denominado románico de ladrillo (siglo XIII). Es un edificio basilical de una sola nave y con una cabecera cuadrada de características especiales. La transición de la nave, de mayor tamaño, al presbiterio se realiza mediante un arco triunfal abocinado por la superposición de tres arcadas de ladrillo; sobre él se apoya la espadaña, con dos huecos de campanas, también de ladrillo. La fábrica es de mampostería, de cantos y lajas de pizarra, y ladrillo en las arcadas, aristas y huecos de ventanas.
Santuario del Bustar
En este Santuario se guarda y venera la imagen de la Patrona de Carbonero el Mayor, la Virgen del Bustar. Etimológicamente el origen del topónimo «Bustar» tiene una clara procedencia latina, del vocablo bustum («lugar donde se quema»), derivado de burere («quemar»), aludiendo así al lugar donde se carboneaba.
El edificio está situado en un paraje llano denominado Los Ñares, cercano al río Pirón y distante unos 3 km de la población. En el extremo sudeste de la Pradera se encuentra la Fuente del Pozuelo, lugar donde según la leyenda apareció la imagen de la Virgen.
Palacio del Sello
Edificio del siglo XV, con algunos elementos propios del estilo isabelino y otros renacentistas.

### Tradiciones y folclore
Carbonero el Mayor mantiene su reputación como centro artesano. Cabe destacar su alfarería y cacharrería, sus bordadoras de punto segoviano y su conocido fabricante de dulzainas Lorenzo Sancho. Dispone también Carbonero el Mayor de fama por sus jamones, sus chorizos y su repostería.
En cuanto a las fiestas populares, las principales se desarrollan:
- A mediados de mayo y principios de junio: Romería de la Virgen del Bustar.
- El 24 de junio: Fiesta de San Juan Bautista.
- Primer o segundo fin de semana de septiembre (sábado a martes): Fiestas en honor a la virgen del Bustar.

### Leyenda del Tuerto Pirón
El Tuerto de Pirón era un bandolero nacido en el municipio de Santo Domingo de Pirón. Fernando Delgado Sanz, apodado el Tuerto de Pirón, robaba a los ricos, asaltaba iglesias y caminos, Carbonero el Mayor por su cercanía al río Pirón fue uno de los lugares donde tuvo actividad.